# ATパブリケーション
ATパブリケーション株式会社（えーてぃーぱぶりけーしょん、英文社名：ATPublication Co., Ltd.）は、東京都港区に本社を置く日本の出版社。
オートトレーディングルフトジャパン株式会社系列のグループ企業である。

## 概要
2011年11月設立。